# Иноземцев, Алексей Михайлович
Алексе́й Миха́йлович Инозе́мцев (13 марта 1912 — 27 октября 1967) — сталевар мартеновского цеха Белорецкого металлургического завода Башкирской АССР, Герой Социалистического Труда. Участник советско-финляндской войны.

## Биография
Алексей Михайлович Иноземцев родился 13 марта 1912 г. в с. Наровчат Пензенской области.
Образование — начальное. Трудовую деятельность начал в 1930 году рыбаком на рыбном промысле г. Гурьева Астраханской области. С 1933 года работал на Белорецком металлургическом заводе в должности помощника сталевара мартеновского цеха. В 1939—1940 годах участвовал в советско-финляндской войне. После демобилизации из рядов Красной Армии вернулся в мартеновский цех металлургического комбината, с 1943 года работал сталеваром.
Став первоклассным специалистом, освоив выплавку высококачественных марок чугуна и стали, А. М. Иноземцев постоянно совершенствовал процесс получения продукции, добивался сокращения сроков выдачи плавок. Только в первом полугодии 1958 года бригада А. М. Иноземцева выплавила 111 тонн стали сверх плана. За 1948—1957 годы коллектив Белорецкого металлургического комбината более чем в два раза увеличил выплавку стали, заметно повысил производительность труда, снизил себестоимость металла и метизов. В этом была немалая заслуга А. М. Иноземцева.
За выдающиеся успехи, достигнутые в деле развития черной металлургии, Указом Президиума Верховного Совета СССР от 19 июля 1958 года А. М. Иноземцеву присвоено звание Героя Социалистического Труда.
Работал на Белорецком металлургическом комбинате до 1962 года.
Иноземцев Алексей Михайлович умер 27 октября 1967 года.

## Награды
- Герой Социалистического Труда (1958)
- Награждён орденами Ленина (1958), Трудового Красного Знамени (1954).